# Port lotniczy Ufa
Port lotniczy Ufa (IATA: UFA, ICAO: UWUU) – port lotniczy położony w Ufie, w Baszkirii, w Rosji.

## Kierunki lotów i linie lotnicze
| Linia lotnicza              | Kierunek |
| --------------------------- | --- |
| Aerofłot                    | 1. Antalya 2. Mineralne Wody 3. Moskwa-Szeremietiewo 4. Soczi |
| Air Arabia                  | 1. Szardża |
| Air Cairo                   | Sezonowe czartery: 1. Szarm el-Szejk |
| AlMasria Universal Airlines | Sezonowe czartery: 1. Szarm el-Szejk |
| Azerbaijan Airlines         | 1. Baku |
| AZIMUT                      | 1. Astrachań 2. Kemerowo 3. Krasnojarsk 4. Mineralne Wody 5. Omsk 6. Samarkanda 7. Tbilisi (od 26 stycznia 2024) 8. Wołgograd 9. Erywań |
| Azur Air                    | Sezonowe czartery: 1. Antalya 2. Bodrum 3. Dalaman 4. Hurghada 5. Phuket 6. Szarm el-Szejk |
| Corendon Airlines           | Sezonowe czartery: 1. Antalya |
| Flydubai                    | 1. Dubaj |
| Gazpromawia                 | 1. Bovanenkovo 2. Nadym 3. Nowy Urengoj 4. Moskwa-Wnukowo 5. Nojabrsk 6. Soczi 7. Talakan 8. Tiumeń 9. Yamburg |
| Ikar                        | 1. Moskwa-Szeremietiewo 2. Niżny Nowogród 3. Soczi |
| IrAero                      | 1. Baku 2. Stambuł 3. Niżniewartowsk 4. Nowy Urengoj |
| Izhavia                     | 1. Brack 2. Kirow 3. Narjan-Mar 4. Niżniewartowsk 5. Nojabrsk 6. Perm 7. Surgut 8. Usinsk |
| KrasAvia                    | 1. Irkuck 2. Chanty-Mansyjsk 3. Kogałym 4. Krasnojarsk 5. Omsk 6. Nowosybirsk 7. Nowy Urengoj 8. Usinsk |
| NordStar                    | 1. Irkuck 2. Krasnojarsk 3. Moskwa-Domodiedowo 4. Norylsk 5. Nowosybirsk 6. Soczi 7. Talakan |
| Nordwind Airlines           | 1. Duszanbe 2. Chodżent 3. Machaczkała 4. Moskwa-Szeremietiewo 5. Osz 6. Soczi 7. Władykaukaz |
| Pegasus Airlines            | 1. Antalya |
| Pobeda                      | 1. Moskwa-Szeremietiewo 2. Moskwa-Wnukowo 3. Sankt Petersburg 4. Soczi |
| Red Wings                   | 1. Ałmaty 2. Astana 3. Stambuł 4. Nadym 5. Mińsk 6. Moskwa-Domodiedowo 7. Moskwa-Żukowskij 8. Jekaterynburg 9. Erywań Czartery: 1. Antalya 2. Phuket |
| Rossija Airlines            | 1. Moskwa-Szeremietiewo 2. Sankt Petersburg Sezonowe czartery: 1. Hurghada |
| RusLine                     | 1. Narjan-Mar |
| S7 Airlines                 | 1. Irkuck 2. Moskwa-Domodiedowo 3. Nowosybirsk |
| Shirak Avia                 | 1. Erywań |
| Smartavia                   | 1. Sankt Petersburg Sezonowo: 1. Soczi |
| Southwind Airlines          | Sezonowe czartery: 1. Antalya |
| Ural Airlines               | 1. Duszanbe 2. Chanty-Mansyjsk 3. Moskwa-Domodiedowo 4. Niżniewartowsk 5. Nowy Urengoj 6. Nojabrsk 7. Osz 8. Soczi 9. Surgut |
| UTair Aviation              | 1. Baku 2. Czelabińsk 3. Grozny 4. Igarka 5. Kazań 6. Chanty-Mansyjsk 7. Kogałym 8. Mineralne Wody 9. Moskwa-Wnukowo 10. Narjan-Mar 11. Niżniewartowsk 12. Nowy Urengoj 13. Omsk 14. Perm 15. Samara 16. Saratów-Gagarin 17. Soczi 18. Surgut 19. Talakan 20. Taszkent 21. Tiumeń 22. Jekaterynburg |
| UVT Aero                    | 1. Usinsk 2. Jarosław |
| Uzbekistan Airways          | 1. Namangan 2. Taszkent |
| Yamal Airlines              | 1. Moskwa-Domodiedowo 2. Nadym 3. Nowy Urengoj 4. Nojabrsk 5. Salechard |